# Pilaria harrisoni
Pilaria harrisoni là một loài ruồi trong họ Limoniidae. Chúng phân bố ở miền Tân bắc.